# Структурная химия
Структурная химия — раздел, область химии, изучающая связь различных физических и физико-химических свойств различных веществ с их химическим строением и реакционной способностью. Структурная химия рассматривает не только геометрическое строение молекул; изучению подвергается следующее — длины химических связей, валентные углы, координационные числа, конформации и конфигурации молекул; эффекты их взаимного влияния, ароматичность.

## Способы изучения
Структурная химия базируется на следующих экспериментальных способах изучения веществ:
- рентгеновский структурный анализ,
- инфракрасная спектроскопия,
- ультрафиолетовая спектроскопия,
- фотоэлектронная спектроскопия,
- нейтронография,
- электронография,
- спектроскопия комбинационного рассеивания,
- микроволновая спектроскопия,
- резонансные методы:
  - ЯМР, ЭПР, мёссбауэровская спектроскопия, ядерный квадрупольный резонанс
- адсорбция,
- катализ и др.

## История развития науки
В 1857-м году, учёный Кекуле, исходя из теории валентности (под валентностью имелось в виду количество атомов водорода, соединенных с одним атомом элемента), смог предположить, что углерод четырёхвалентен, исходя из этого он может соединиться с четырьмя другими атомами, образуя длинные цепи — прямые или разветвленные. Поэтому органические молекулы стали изображать не в виде комбинаций радикалов, а в виде структурных формул атомов и связей между ними. К 1860-му году трудами ученых Кекуле и Бутлерова была заложена основа структурной химии, которая позволяла объяснять свойства веществ, исходя из расположения атомов в их молекулах. Впоследствии, в 1874-м году, датский химик Якоб Вант-Гофф и французский химик Жозеф Ашиль Ле Бель распространили идею о расположении атомов в пространстве. Они считали, что молекулы представляют собой не плоские, а объемные структуры. Эта концепция позволяла объяснить многие известные явления, например пространственную изомерию, существование молекул одинакового состава, но с разными свойствами. Очень хорошо вписывались в неё данные Луи Пастера о изомерах винной кислоты.
К концу XIX века идеи структурной химии были подкреплены данными, полученными спектроскопическими методами. Эти методы позволяли получать информацию о строении молекул исходя из их спектров поглощения. К началу 20-го века концепция объемной организации молекул сложных органических и неорганических соединений была принята практически всеми учеными.